# Multiplace
Multiplace je každoroční mezinárodní nesoutěžní festival umění nových médií a síťové kultury, který se koná od roku 2002 ve vícero městech na Slovensku, v Česku a jiných zemích. Je největší akcí svého druhu na Slovensku a spolu s pražským festivalem Enter, Bienále WRO ve Wroclawi a Ars Electronicou v Linzi patří k hlavním přehlídkám umění nových médií ve střední Evropě. Festival se koná na jaře, trvá jeden až dva týdny a nabízí okolo stovky koncertů, performance, dílen, výstav, přednášek, projekcí, diskuzí a dalších akcí. Duchovní "mámou" festivalu je Mária Rišková. Po ní se u koordinace vystřídali Katarína Kucbelová, Zuzana Duchová, Dušan Barok a Barbora Šedivá. Sedmý ročník festivalu se konal ve čtrnácti městech: Báhoň, Banská Bystrica, Berlín, Bratislava (festivalové infocentrum), Brno (festivalové infocentrum), Budapešť, Glasgow, Košice, Nitra, Ostrava, Praha, Reykjavík, Trnava, Žilina.
Multiplace má kromě svého zaměření na v Evropě dost živou oblast mediálního umění, dvě další speciality. Koná se paralelně ve vícero městech současně a má formu blízkou otevřené organizaci.

## Organizace
Organizace Multiplace probíhá ve třech pracovních skupinách: koordinační, programové a teoretické. Hlavním komunikačním nástrojem každé skupiny je mailing list. Koordinační skupina se pravidelné setkává, z těchto setkání na internetu publikuje zprávy. Jednou do roka se koná setkání programové skupiny, organizátorů. Archivy všech třech mailing listů jsou přístupné veřejnosti. Účast ve všech pracovních skupinách je otevřená.

## Historie
Multiplace vznikl jako koordinovaná akce lidí, které spojoval společný zájem prezentovat nové formy kreativity související s novými technologiemi. V dubnu 2002 se spojil klub Buryzone, Galéria Jána Koniarka, Galéria Priestor, sdružení Atrakt Art, Rokast, Subterra, České centrum a Rakouské kulturní fórum a po dobu pěti dnů na sedmi místech v Bratislavě, Trnavě a Nitře připravili prezentace a vystoupení softwarových inženýrů, umělců pracujících s novými médii, digitálních filmařů, video umělců a hudebníků ze Slovenska, Česka, Rakouska a Finska. Příznačnou pro kontext tzv. nových médií byla právě různorodost profesionálních zaměření účinkujících a organizátorů. Z akce se stal každoroční festival, do kterého se postupně zapojovali další organizátoři, lokality, projekty, umělci. V roce 2006 se do něj zapojilo 30 organizátorů v 17 lokalitách v 11 městech s více 100 akcemi, které sahaly od předvádění videoartu cestujícím v autobusech mezi Prahou a Bratislavou, přes performance se zvuky vaření rýže s dušenou zeleninou, nábor chodců na výpravu na Mars až po divadlo tematizující soukromý život v bytě jeho dočasných hostitelů.